# میدکامایسین
میدکامایسین(به انگلیسی: Midecamycin) یک آنتی بیوتیک از دسته ماکرولیدها است. این ماده از Streptomyces mycarofaciens سنتز می‌شود.